# 国道176号

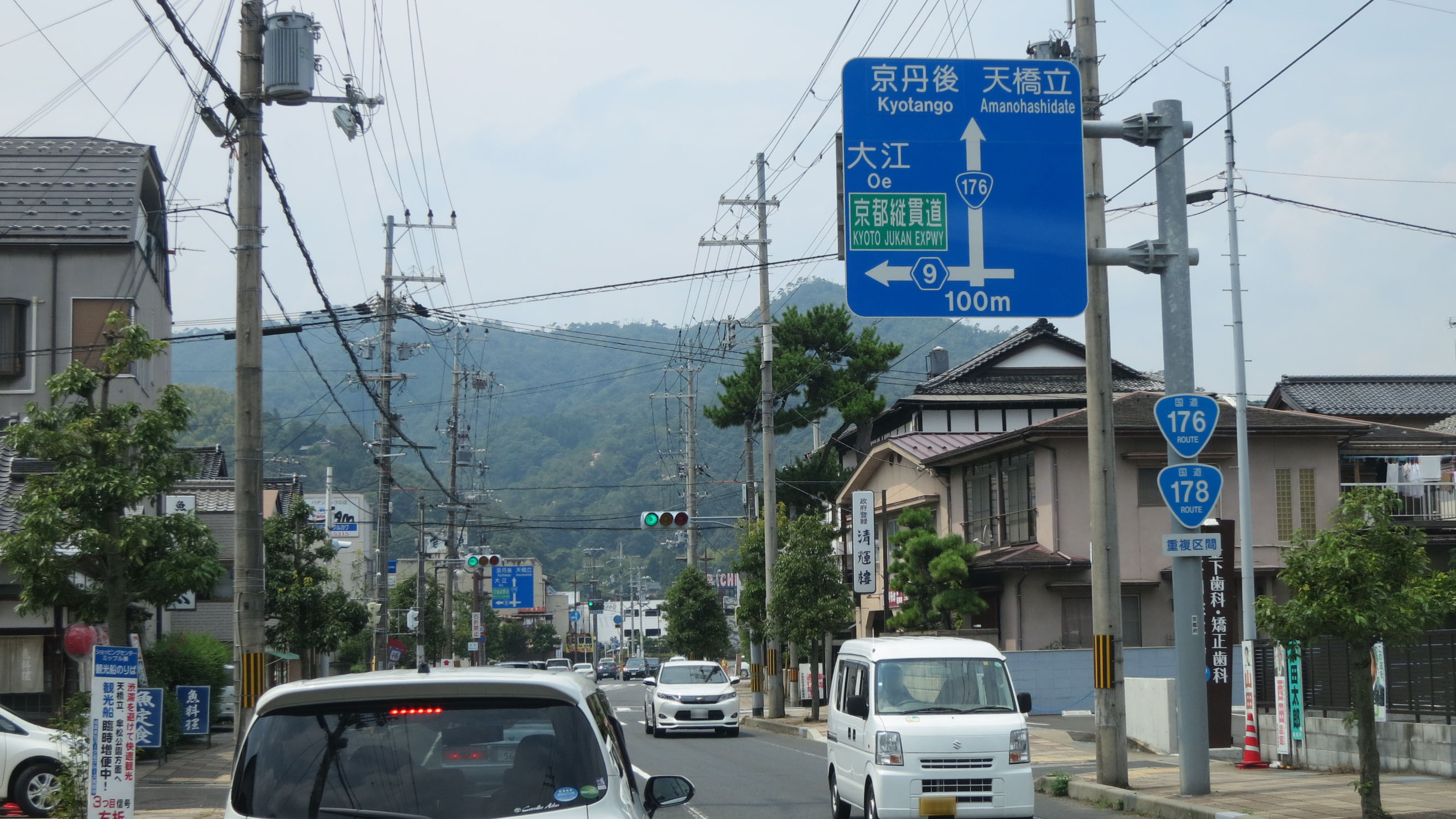
国道176号 起点付近
京都府宮津市 新大手橋東詰

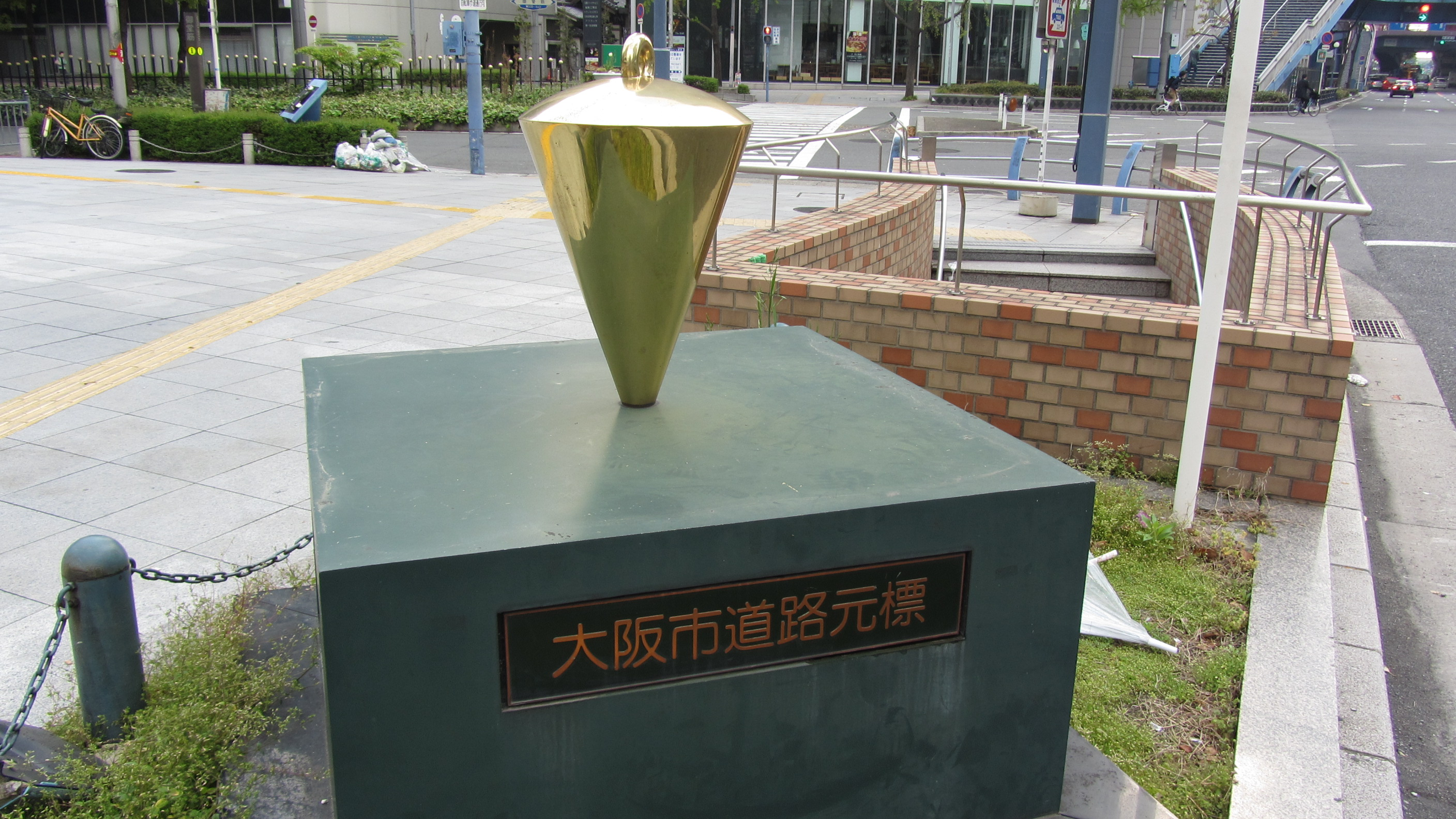
国道176号 終点
梅田新道交差点にある
大阪市道路元標（正面）

国道176号（こくどう176ごう）は、京都府宮津市から兵庫県丹波地方を経由して、大阪府大阪市北区に至る一般国道である。

## 概要
起点の宮津市から、京都府中丹地域である福知山市を経て、兵庫県では丹波篠山市などの丹波地域や、宝塚市や西宮市北部などの阪神地域、大阪府豊中市などの豊能地域を経由し、終点である、大阪市北区の梅田新道交差点に至る路線である。

### 路線データ
一般国道の路線を指定する政令に基づく起終点および重要な経過地は次のとおり。
- 起点：宮津市（新大手橋東詰[2] = 国道178号上、国道312号・京都府道・兵庫県道2号宮津養父線起点）
- 終点：大阪市（北区、梅田新道交差点 = 国道1号終点、国道2号・国道25号・国道26号起点）
- 重要な経過地：京都府与謝郡野田川町[注釈 2]、福知山市、兵庫県氷上郡春日町[注釈 3]、同郡氷上町[注釈 3]、同県多紀郡丹南町[注釈 4]、三田市、神戸市（北区）、西宮市（塩瀬町生瀬）、宝塚市、川西市、池田市、豊中市
- 総延長：176.1 km（京都府 49.4 km、大阪府 14.3 km、大阪市 10.6 km、兵庫県 97.6 km、神戸市 4.3 km）重用延長を含む。[3][注釈 5]
- 重用延長：35.9 km（京都府 15.4 km、大阪府 0.1 km、大阪市 - km、兵庫県 20.5 km、神戸市 - km）[3][注釈 5]
- 未供用延長：なし[3][注釈 5]
- 実延長：138.9 km（京都府 33.9 km、大阪府 14.2 km、大阪市 10.6 km、兵庫県 75.9 km、神戸市 4.3 km）[3][注釈 5]
  - 現道：127.8 km（京都府 33.9 km、大阪府 14.2 km、大阪市 7.9 km、兵庫県 68.2 km、神戸市 3.6 km）[3][注釈 5]
  - 旧道：11.1 km（京都府 0.1 km、大阪府 - km、大阪市 2.6 km、兵庫県 7.7 km、神戸市 0.7 km）[3][注釈 5]
  - 新道：なし[3][注釈 5]
- 指定区間[4]
  - 福知山市字牧小字高ノ戸屋469番1 - 同市字堀小字今宮2218番（牧交差点 - 東堀交差点＝国道9号と重複する区間）
  - 西宮市山口町下山口一丁目96番 - 宝塚市栄町三丁目186番（天上橋交差点付近 - 栄町3丁目交差点付近の12.3 km＝名塩道路の区間）[3][注釈 6]

## 歴史
現行の道路法（昭和27年法律第180号）に基づく二級国道として1953年（昭和28年）に初回指定された路線の一つで、当初は福知山大阪線（福知山市 - 大阪市）として指定されていた。このうち池田市から大阪市にかけての区間は、1933年（昭和8年）に開通した産業道路の1つである府道大阪池田線（現在の大阪府道10号とは別）を前身としている。1970年（昭和45年）に京都府道10号福知山宮津線を編入して現在に至る。

### 年表
- 1953年（昭和28年）5月18日 - 二級国道176号福知山大阪線（福知山市 - 大阪市）として指定施行[5]。
- 1965年（昭和40年）4月1日 - 道路法改正により一級・二級区分が廃止されて一般国道176号（福知山市 - 大阪市）として指定施行[1]。
- 1970年（昭和45年）4月1日 - 起点側を延伸し、一般国道176号（宮津市 - 大阪市）として指定施行[9]。
- 2016年（平成28年）4月22日 - 神戸市北区の新名神高速道路工事現場で国道176号と有馬川を越える橋梁の建設工事中に橋桁が落下する新名神高速道路有馬川橋橋桁落下事故が発生。この事故により、周辺が2 kmにわたって通行止めとなったため迂回路として兵庫県道15号神戸三田線（日下部交差点より天上橋交差点まで）が利用されたほか、中国自動車道の西宮北ICから神戸三田IC間と、中国自動車道の西宮北ICから舞鶴若狭自動車道の三田西IC間が無料開放された。これらの措置は2か月以上にわたって続いたが、同年7月をもって復旧工事が終了し、同国道の通行止めも解除となった[11][12][13]。
- 2020年（令和2年）4月1日 - 池田市内・豊中市内区間の管理が国土交通省から大阪府（池田土木事務所）に移管され、指定区間でなくなる[14]。
- 2024年（令和6年）2月13日 - 一部区間を生瀬トンネルに切り替え[15]。

## 路線状況

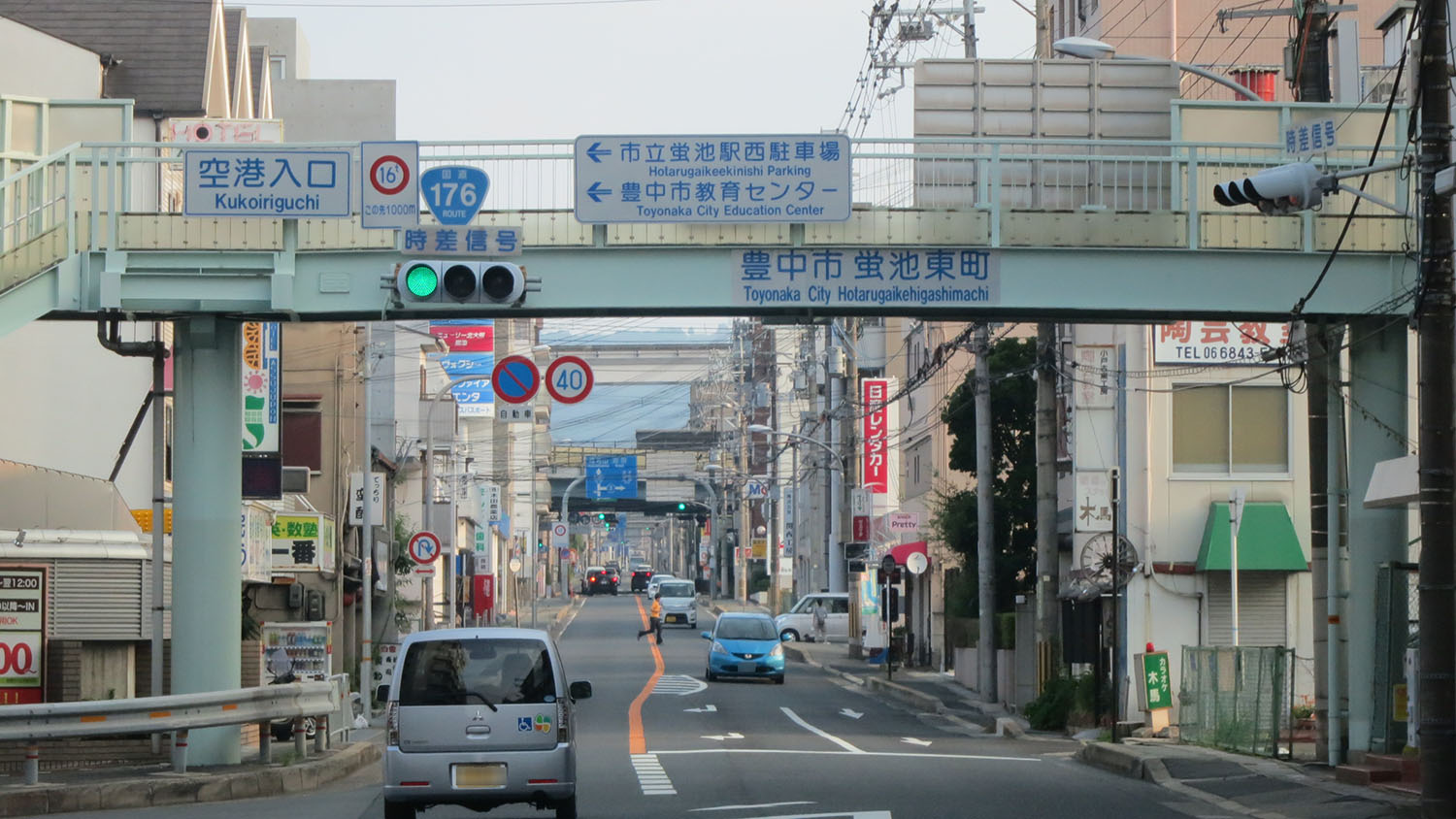
大阪府豊中市螢池東町
（2016年8月）

福知山市以北
1969年（昭和44年）12月4日の一般国道政令により国道176号に編入された京都府道10号福知山宮津線の福知山市天津以北の区間のうち与謝野町与謝から福知山市天津は急勾配が続く。この区間は国道編入当初は狭くてカーブが多く未舗装だったが、1984年（昭和59年）に改良工事が完成して快適な観光道路になった。与謝トンネルの与謝野町側はほぼ同時期に改良された国道173号の「はらがたわ峠」（大阪府豊能郡能勢町）や天王峠（同能勢町）とよく似た勾配上の大カーブがある。現在でも旧道には「176」と書かれた国道標識が数本残されている。
池田・豊中市内
国道176号の大阪側では、池田市、豊中市と大阪市を結んでいるが、前述の通り、同じく並行する大阪府道10号・兵庫県道100号大阪池田線の方が、車線数が広く通行量が多い。豊中市と大阪市の境である新三国橋から豊中市城山町一丁目の区間は片側2車線の4車線道路であるが、国道171号や国道163号の一部区間同様、右折用ポケットが設けられていない交差点が多かったり、中央分離帯がなかったりするなど、走行には注意が必要である。阪急石橋阪大前駅の箕面線ホーム付近を高架橋で交差する場所の真下には「府道南」と「府道北」の2つの踏切があり、府道大阪池田線（初代）の名残である。
大阪駅付近
終点付近では大阪駅の真東を通過し、この付近は渋滞しやすい。平日はあまり渋滞せず、休日の方が渋滞がひどく、特に休日の午前中から必ずといっていいほど重度の渋滞が発生する。さらに、この渋滞は国道176号のみならず、済生会病院前交差点から城北公園通方面に延びることが多く、ここを通るバスが1時間から1時間半程遅れることもしばしばある。

### 通称

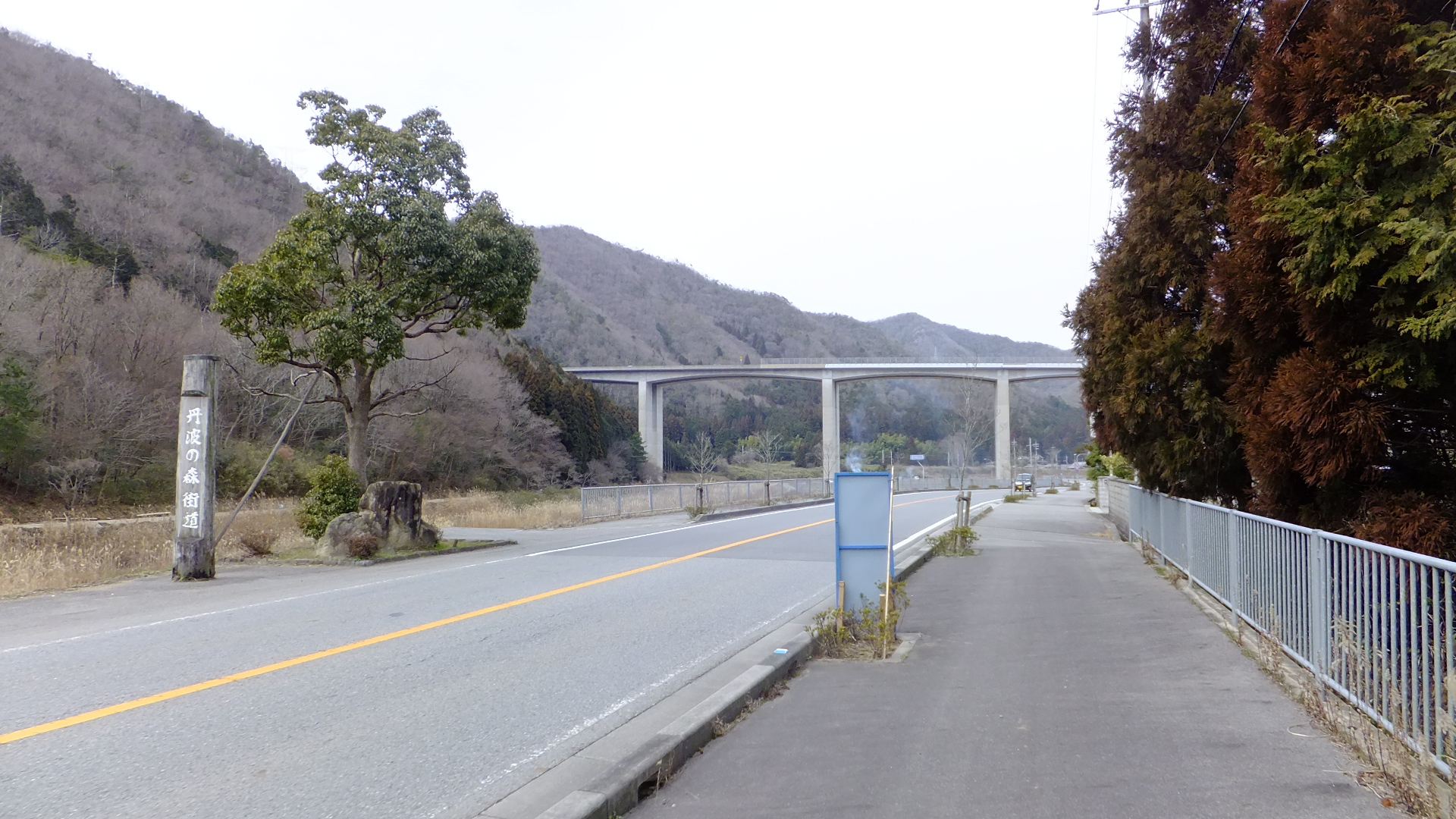
丹波の森街道の表示物
兵庫県丹波篠山市草野

- 与謝峠（与謝野町石川交差点 - 福知山市下天津交差点）（一部地区の俗称）
- イナロク（一部地区の俗称）
- 丹波の森街道（丹波市稲継交差点 - 丹波篠山市草野）[16][17]
- 能勢街道（旧街道。池田市から大阪市まで並行）
- 宝塚大通り（宝塚市内）
- 産業道路（池田市 - 大阪市）[7][8]
- 十三筋（十三交差点 - 中津浜交差点）
- 御堂筋（阪神前交差点 - 梅田新道交差点）

### バイパス

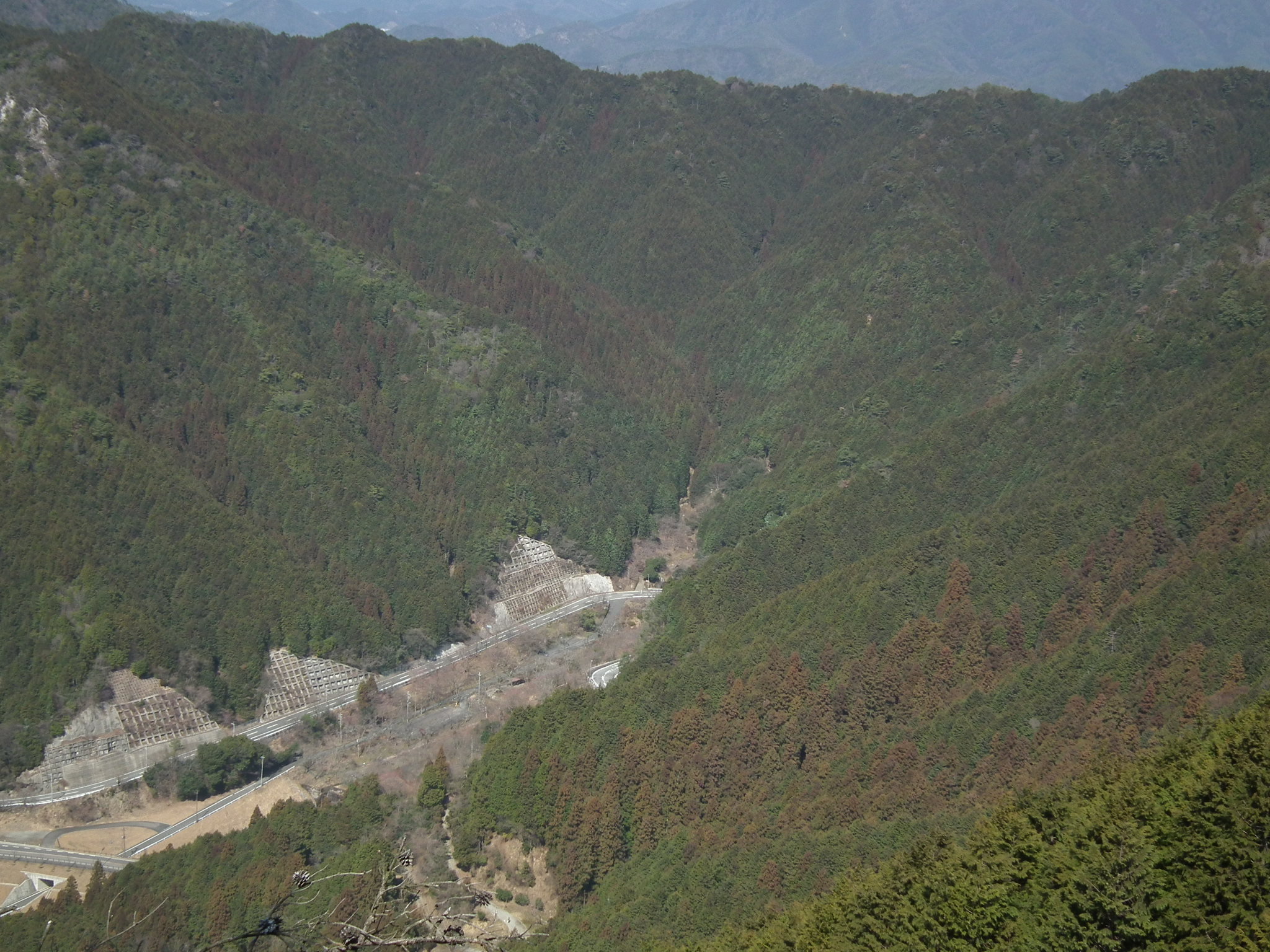
鐘ケ坂峠と譲葉山（鬼の架け橋より望む）

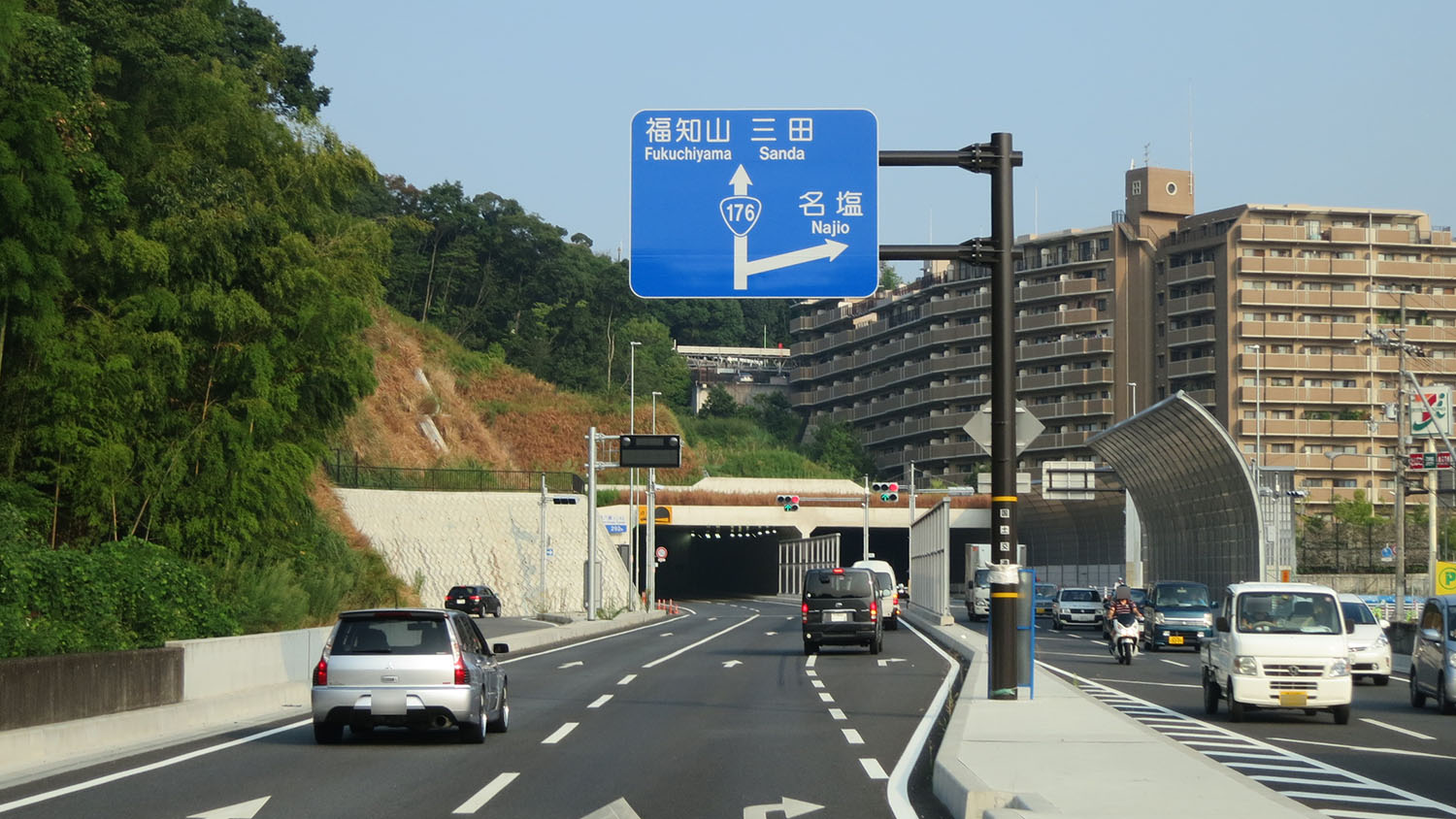
名塩道路
兵庫県西宮市名塩新町

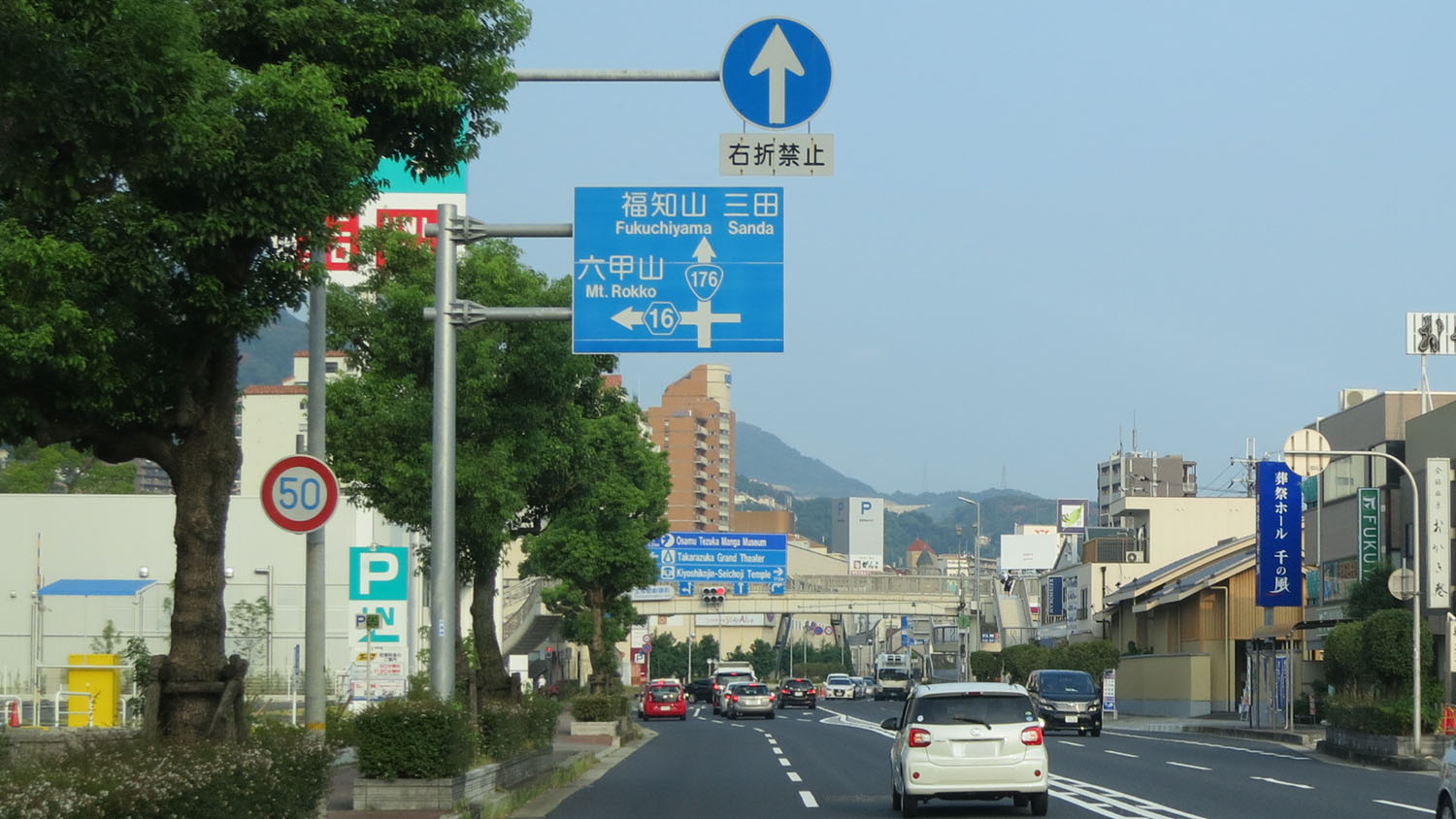
宝塚市内のバイパス区間
兵庫県宝塚市武庫川町

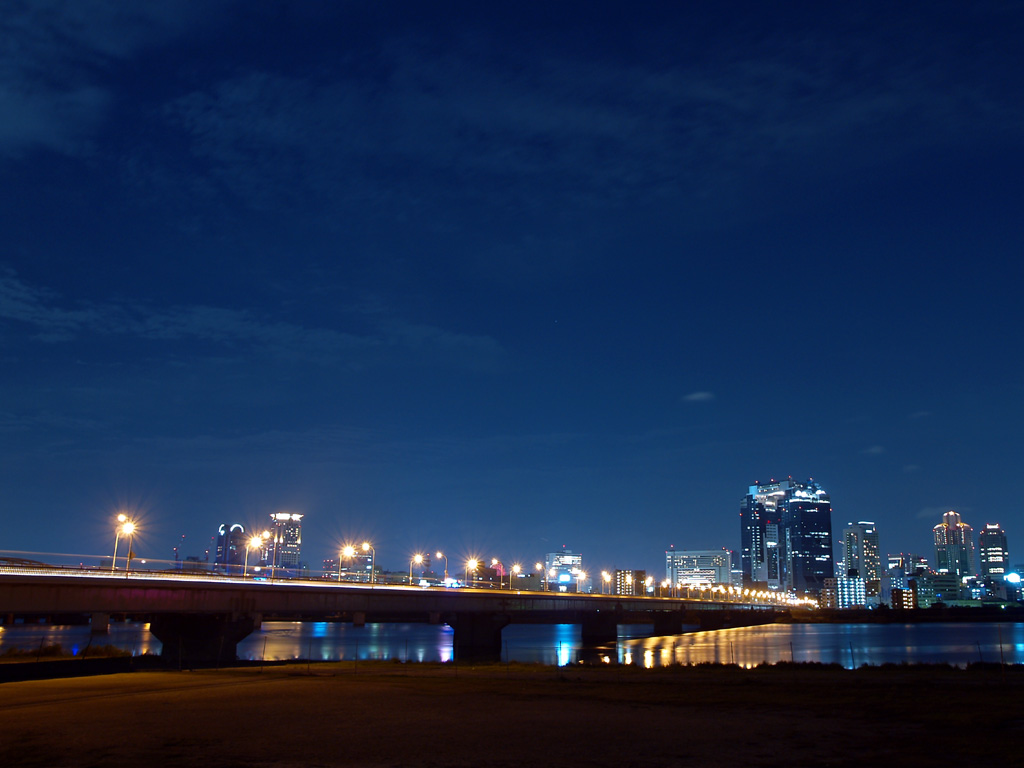
十三バイパス
新十三大橋の遠景・夜景

- 宮津バイパス（京都府宮津市杉末 - 京都府宮津市須津）
- 鐘ケ坂バイパス（兵庫県丹波市柏原町上小倉 - 兵庫県丹波篠山市追入）
  - 鐘ケ坂トンネル

加悦谷バイパス
加悦谷（かやだに）バイパスは、京都府与謝郡与謝野町石川から同町与謝へ至るバイパス道路である。1994年（平成6年）に開通した。バイパス建設時に行った発掘調査により、弥生時代後期、古墳時代、平安時代の集落（温江遺跡）が発見された。
名塩道路
名塩道路（なじおどうろ）は、西宮市山口町上山口から宝塚市栄町3丁目に至る延長10.56 kmのバイパス道路である。1985年（昭和60年）に都市計画決定・事業化された。この区間は阪神北部と阪神都市圏を結ぶが、歩道がなく、異常気象時通行規制区間を含む。また、カーブの多い2車線区間でありながら、1日あたり20,000台の交通量があり、うち大型車が4,000台を占める。阪神・淡路大震災の際、被害の少なかった当路線が代替道路として機能したことから、震災復興計画において整備を促進すべき道路とされている。
2015年7月26日には西宮市塩瀬町名塩の1.4 kmが開通し、現道の混雑が緩和された。大型車の9割が現道からバイパスへ転換し、近隣のJR西宮名塩駅に10分以上延着する路線バスは月50便以上あったものがなくなった。
大和田橋交差点付近から三田方面へ延びる城山トンネル（仮称）は、北側に武庫川、南側にJR福知山線、トンネル上部にJRの旧隧道や鉄塔のある急傾斜地に位置する。トンネルの設計・施工に高度な技術を要することから「技術提案交渉方式」が活用された。2020年1月から掘削工事が行われていたこのトンネルは2022年2月1日に貫通し、名称が生瀬トンネルと決定された。完成の際、このトンネルは三田方面行き2車線となり、現道は宝塚方面行き2車線として用いられる。このトンネルを含む名塩 - 生瀬間の開通目標は2026年春を予定していたが、硬質岩出現・設計見直しを含めた検討のため開通時期を見直し、工程精査中である。
名塩道路が全線開通した場合の所要時間だが、阪神国道事務所（現在の兵庫国道事務所）が公表した試算によると、宝塚駅前 - 中国自動車道 西宮北IC間51分（着工前）が、全線開通後は16分に短縮されるとしている。この名塩道路の改良工事が完成すると、すでに上下4車線化が完成している八景中学校前交差点から西宮山口東ランプ交差点および、宝塚市 - 池田市のバイパス（後述）までの区間と併せ、三田市から池田市までの上下4車線化が完成する。また、両市間が約30分で結ばれる。
宝塚市 - 池田市のバイパス
兵庫県宝塚市から大阪府池田市まで、旧道とは別に名称のないバイパスがある。これは大阪万博直前の1970年（昭和45年）3月に開通したもので、宝塚市から池田市までの道幅が狭い本道のバイパス機能を果たしている。開通当初は兵庫県と大阪府の境界である猪名川大橋から兵庫県側は対面車線で中国自動車道宝塚IC付近のみ（小浜バイパス）上下4車線であったが、現在では中国自動車道を中央に挟んで高架橋化ならびに上下分離各2車線化されている。また、兵庫県側から大阪方面にこのバイパスを直進すると再び本道に合流することなく大阪府道2号大阪中央環状線と大阪府道10号・兵庫県道100号大阪池田線につながっており、宝塚方面から大阪市内まではこちらのルートを使う車が多い（中央環状線は新御堂筋を経由する。）。
このバイパスの道路法上の設定は、宝塚市の宝塚歌劇場前交差点で国道176号本線と分岐し、池田市の豊島南1丁目交差点（側道）から国道171号（本道・旧171）と重複区間となり、池田市の石橋阪大下交差点で再び国道176号本線と合流するというものである。なおバイパスの管理者は兵庫県宝塚土木事務所および大阪府池田土木事務所である。一方、このバイパスに併走する本道は大阪府内においては2020年3月31日まで直轄指定区間のままであった。2つの国道176号が重複している宝塚市などでは区別するために、片側1車線の本道を「旧イナロク」と呼ぶ。
このバイパスから西側に続く上下4車線区間は、JR・阪急宝塚駅前再開発事業と合わせて宝塚市栄町3丁目交差点まで延長された。
なお、このバイパスはディーゼル車規制条例の対象となる伊丹市を通過するが、前後を規制対象外の宝塚市に挟まれているため、乗り入れ禁止対象車もこのバイパスの通過は（兵庫県・大阪府境まで）可能である。
十三バイパス
十三（じゅうそう）バイパスは、大阪市淀川区から同市北区に至る延長3.5 kmのバイパス道路である。十三大橋以北の大部分が北行の一方通行である。
十三大橋周辺に淀川をまたぐ橋は少なく、昭和30年代には北詰の十三や南詰の中津の交差点を中心に慢性的な渋滞が発生しており、これを解消すべく淀川をまたぐ新橋の建設と全線が高架となるバイパス建設の計画が立案された。十三駅周辺の繁華街を迂回するルートで、1962年（昭和37年）の事業着手から5年で実施され、1966年（昭和41年）10月20日に新十三大橋が完成し、翌1967年（昭和42年）6月7日に事業着手から5年の期間と51億円の事業費をもってバイパス全線が完成供用した。また、十三では武田薬品工業の敷地内を通過し、同社への専用入口が存在する。

### 道路施設

#### 道の駅
- 京都府
  - 海の京都 宮津（宮津市）
  - シルクのまち かや（与謝郡与謝野町）
- 兵庫県
  - 丹波おばあちゃんの里（丹波市、国道175号重複区間内）

### 通過する路線バス
- 阪急バス[注釈 7]
  - さくらやまなみバス
- 阪神バス
- 伊丹市交通局
- 大阪シティバス
- 大阪バス
- 神姫バス
- 丹後海陸交通

#### かつて通過した路線バス
- 加悦フェローライン
- 神鉄バス
- 西日本ジェイアールバス

## 地理

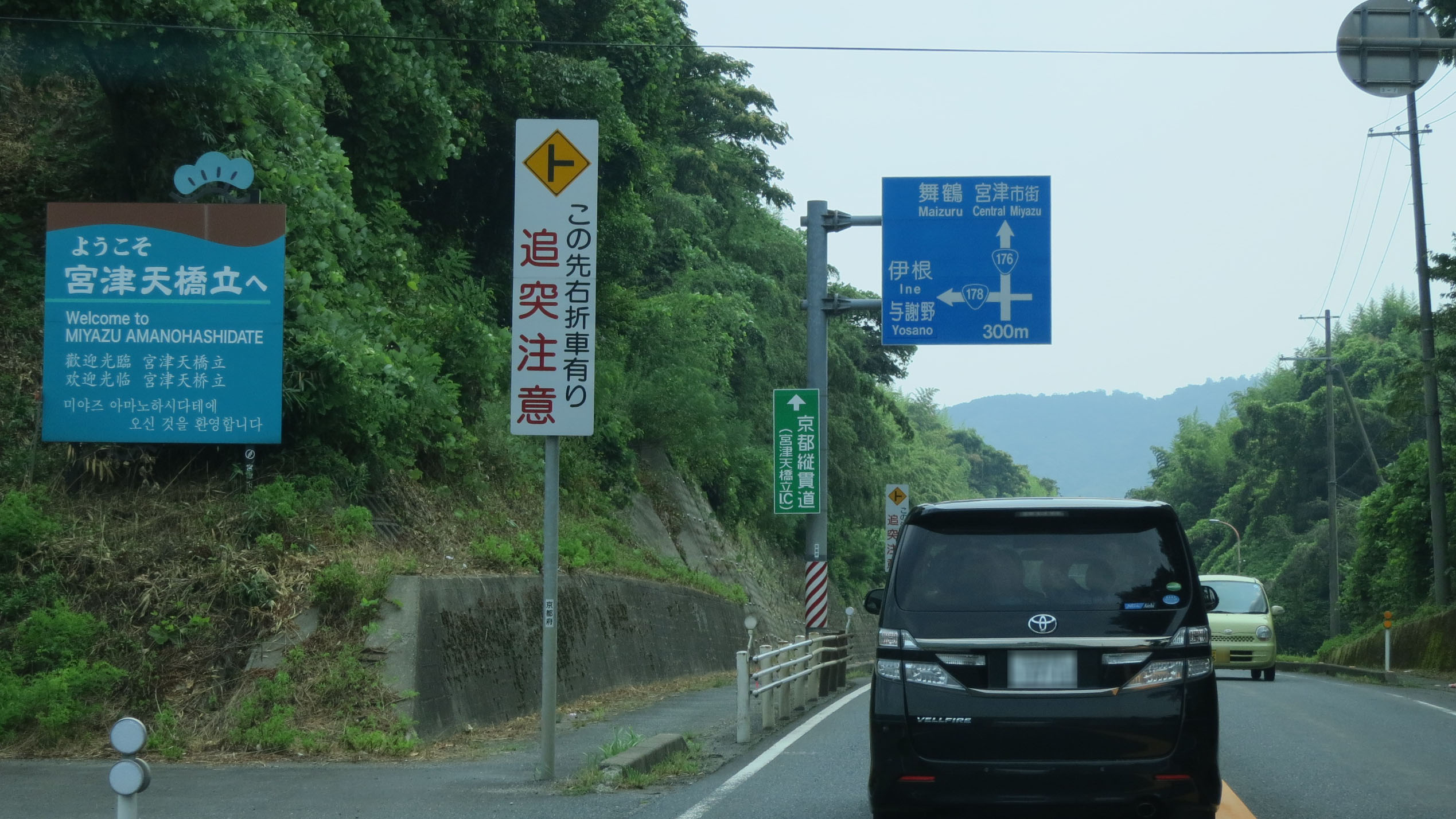
国道178号との分岐
京都府宮津市須津

### 通過する自治体
- 京都府
  - 宮津市 - 与謝郡与謝野町 - 福知山市
- 兵庫県
  - 丹波市 - 丹波篠山市 - 三田市 - 神戸市（北区）- 西宮市 - 宝塚市 - 伊丹市 - 川西市
- 大阪府
  - 池田市 - 豊中市 - 大阪市（淀川区 - 北区）

### 交差する道路
| 交差する道路 | 都道府県名 | 市町村名   | 市町村名   | 交差する場所                  | 交差する場所                                                                |
| --- | ---------- | ---------- | ---------- | ----------------------------- | --------------------------------------------------------------------------- |
| 国道178号 重複区間起点 国道312号 重複区間起点 京都府道・兵庫県道2号宮津養父線 重複区間起点 京都府道802号田井大垣自転車道線 | 京都府     | 宮津市     | 宮津市     | 鶴賀                          | 起点                                                                        |
| 京都府道9号綾部大江宮津線                                                                                                  | 京都府     | 宮津市     | 宮津市     | 浜町                          |                                                                             |
| 京都府道802号田井大垣自転車道線 重複区間起点                                                                               | 京都府     | 宮津市     | 宮津市     | 漁師（りょうし）              |                                                                             |
| 京都府道802号田井大垣自転車道線 重複区間終点                                                                               | 京都府     | 宮津市     | 宮津市     | 漁師                          |                                                                             |
| 京都府道802号田井大垣自転車道線 重複区間起点                                                                               | 京都府     | 宮津市     | 宮津市     | 漁師                          |                                                                             |
| 京都府道・兵庫県道2号宮津養父線 重複区間終点 京都府道802号田井大垣自転車道線 重複区間終点                                  | 京都府     | 宮津市     | 宮津市     | 杉末                          | [ 注釈 8 ]                                                                  |
| 京都府道・兵庫県道2号宮津養父線 重複区間起点 京都府道802号田井大垣自転車道線 重複区間起点                                  | 京都府     | 宮津市     | 宮津市     | 須津                          | [ 注釈 9 ]                                                                  |
| 京都府道614号岩滝口停車場線                                                                                                | 京都府     | 宮津市     | 宮津市     | 須津                          | 岩滝口駅前交差点                                                            |
| 国道178号 重複区間終点 国道482号 京都府道802号田井大垣自転車道線 重複区間終点                                              | 京都府     | 宮津市     | 宮津市     | 須津                          | 消防署前交差点                                                              |
| 京都府道・兵庫県道2号宮津養父線 重複区間終点                                                                               | 京都府     | 宮津市     | 宮津市     | 須津                          | 石田橋交差点                                                                |
| E9 山陰近畿自動車道 | 京都府     | 宮津市     | 宮津市     | 須津                          | 与謝天橋立IC                                                                |
| 京都府道613号下地与謝野停車場線                                                                                            | 京都府     | 与謝郡     | 与謝野町   | 石川                          | 下地交差点                                                                  |
| 国道312号 重複区間終点 | 京都府     | 与謝郡     | 与謝野町   | 石川                          | 石川交差点                                                                  |
| 京都府道16号宮津野田川線                                                                                                   | 京都府     | 与謝郡     | 与謝野町   | 石川                          | 中地（なかじ）交差点                                                        |
| 京都府道76号野田川大宮線                                                                                                   | 京都府     | 与謝郡     | 与謝野町   | 石川                          | 亀山交差点                                                                  |
| 京都府道626号野田川加悦線 兵庫県道・京都府道705号中藤加悦線 重複区間起点                                                   | 京都府     | 与謝郡     | 与謝野町   | 明石（あけし）                | 明石交差点                                                                  |
| 京都府道608号温江加悦線 兵庫県道・京都府道705号中藤加悦線 重複区間終点                                                     | 京都府     | 与謝郡     | 与謝野町   | 温江（あつえ）                | 温江交差点                                                                  |
| 京都府道803号加悦岩滝自転車道線                                                                                            | 京都府     | 与謝郡     | 与謝野町   | 滝                            |                                                                             |
| 京都府道・兵庫県道701号加悦但東線                                                                                          | 京都府     | 与謝郡     | 与謝野町   | 滝                            | 滝交差点                                                                    |
| 兵庫県道・京都府道63号山東大江線 重複区間起点                                                                              | 京都府     | 福知山市   | 福知山市   | 雲原                          | 市場交差点                                                                  |
| 兵庫県道・京都府道63号山東大江線 重複区間終点                                                                              | 京都府     | 福知山市   | 福知山市   | 雲原                          | 南島（なしま）交差点                                                        |
| 京都府道528号下野条上川口停車場線                                                                                          | 京都府     | 福知山市   | 福知山市   | 下野条（しものじょう）        | 下野条交差点                                                                |
| 国道175号 重複区間起点 | 京都府     | 福知山市   | 福知山市   | 下天津                        | 下天津交差点                                                                |
| 京都府道527号筈巻牧線 重複区間起点                                                                                         | 京都府     | 福知山市   | 福知山市   | 上天津勅使                    | 勅使交差点                                                                  |
| 国道9号 重複区間起点 京都府道527号筈巻牧線 重複区間終点                                                                    | 京都府     | 福知山市   | 福知山市   | 牧                            | 牧交差点                                                                    |
| 国道429号 | 京都府     | 福知山市   | 福知山市   | 新庄                          | 新庄交差点                                                                  |
| 京都府道523号福知山停車場篠尾線                                                                                            | 京都府     | 福知山市   | 福知山市   | 篠尾（さそお）下篠尾          | 下篠尾交差点                                                                |
| 京都府道8号福知山綾部線 | 京都府     | 福知山市   | 福知山市   | 堀東堀                        | 西堀交差点                                                                  |
| 国道9号 重複区間終点 京都府道55号舞鶴福知山線                                                                              | 京都府     | 福知山市   | 福知山市   | 堀東堀                        | 東堀交差点                                                                  |
| 兵庫県道170号丹波竹田停車場線                                                                                              | 兵庫県     | 丹波市     | 丹波市     | 市島町中竹田                  |                                                                             |
| 兵庫県道282号沼市島線 | 兵庫県     | 丹波市     | 丹波市     | 市島町上竹田                  | 八日市交差点                                                                |
| 兵庫県道・京都府道59号市島和知線                                                                                           | 兵庫県     | 丹波市     | 丹波市     | 市島町上田（かみだ）          | 市島支所前交差点                                                            |
| 兵庫県道138号追入市島線 | 兵庫県     | 丹波市     | 丹波市     | 市島町梶原                    |                                                                             |
| 兵庫県道283号絹山市島線 | 兵庫県     | 丹波市     | 丹波市     | 市島町東勅使                  | 勅使交差点                                                                  |
| 兵庫県道284号多利多田線 | 兵庫県     | 丹波市     | 丹波市     | 春日町多田                    | 渡所橋（わたんじょばし）交差点                                              |
| E27 舞鶴若狭自動車道 E72 北近畿豊岡自動車道                                                                                | 兵庫県     | 丹波市     | 丹波市     | 春日町野村                    | 春日インター前交差点 3 春日IC/JCT                                           |
| 兵庫県道69号春日栗柄線 | 兵庫県     | 丹波市     | 丹波市     | 春日町野村                    | 下野村交差点                                                                |
| 兵庫県道171号黒井停車場線                                                                                                  | 兵庫県     | 丹波市     | 丹波市     | 春日町朝日                    | 春日町立野交差点                                                            |
| 兵庫県道7号青垣柏原線 重複区間起点                                                                                         | 兵庫県     | 丹波市     | 丹波市     | 氷上町横田                    | 横田交差点                                                                  |
| 国道175号 重複区間終点 兵庫県道7号青垣柏原線 重複区間終点                                                                  | 兵庫県     | 丹波市     | 丹波市     | 氷上町横田 氷上町稲継         | 稲継交差点                                                                  |
| 兵庫県道7号青垣柏原線 | 兵庫県     | 丹波市     | 丹波市     | 柏原町柏原（かいばら）        | 柏原北交差点                                                                |
| 兵庫県道290号稲畑柏原線 | 兵庫県     | 丹波市     | 丹波市     | 柏原町柏原                    | 柏原下町交差点                                                              |
| 兵庫県道86号多可柏原線 | 兵庫県     | 丹波市     | 丹波市     | 柏原町下小倉（しもおぐら）    | 下小倉交差点                                                                |
| 兵庫県道292号下立杭柏原線                                                                                                  | 兵庫県     | 丹波市     | 丹波市     | 柏原町下小倉                  |                                                                             |
| 兵庫県道138号追入市島線 | 兵庫県     | 丹波篠山市 | 丹波篠山市 | 追入（おいれ）                | 追入交差点                                                                  |
| 兵庫県道140号長安寺篠山線                                                                                                  | 兵庫県     | 丹波篠山市 | 丹波篠山市 | 長安寺                        | 長安寺交差点                                                                |
| 兵庫県道77号篠山山南線 | 兵庫県     | 丹波篠山市 | 丹波篠山市 | 大山下（おおやましも）        | 大山下交差点                                                                |
| 兵庫県道・京都府道97号篠山三和線                                                                                           | 兵庫県     | 丹波篠山市 | 丹波篠山市 | 黒田                          | 丹南橋交差点                                                                |
| 兵庫県道179号丹波大山停車場線                                                                                              | 兵庫県     | 丹波篠山市 | 丹波篠山市 | 西古佐（にしこさ）            |                                                                             |
| 兵庫県道36号西脇篠山線 重複区間起点                                                                                        | 兵庫県     | 丹波篠山市 | 丹波篠山市 | 西古佐                        | 西古佐南交差点                                                              |
| 兵庫県道36号西脇篠山線 重複区間終点                                                                                        | 兵庫県     | 丹波篠山市 | 丹波篠山市 | 西古佐                        |                                                                             |
| 兵庫県道94号丹南篠山口インター線                                                                                           | 兵庫県     | 丹波篠山市 | 丹波篠山市 | 味間新（あじましん）          | 味間新交差点                                                                |
| 兵庫県道299号大沢新東吹線                                                                                                  | 兵庫県     | 丹波篠山市 | 丹波篠山市 | 大沢新（おおざわしん）        | 牛ヶ瀬交差点                                                                |
| 国道372号 重複区間起点 | 兵庫県     | 丹波篠山市 | 丹波篠山市 | 波賀野（はがの）              | 波賀野交差点                                                                |
| 国道372号 重複区間終点 | 兵庫県     | 丹波篠山市 | 丹波篠山市 | 古市                          | 古市交差点                                                                  |
| 兵庫県道75号小野藍本線 | 兵庫県     | 三田市     | 三田市     | 藍本                          |                                                                             |
| 兵庫県道310号上本荘藍本線                                                                                                  | 兵庫県     | 三田市     | 三田市     | 藍本                          | 波田橋交差点                                                                |
| 兵庫県道309号福住三田線 | 兵庫県     | 三田市     | 三田市     | 東本庄                        | 四ツ辻交差点                                                                |
| 兵庫県道92号三田西インター線                                                                                               | 兵庫県     | 三田市     | 三田市     | 広野                          | 広野駅北交差点                                                              |
| 兵庫県道308号曽地中三田線                                                                                                  | 兵庫県     | 三田市     | 三田市     | 上井沢                        | 上井沢交差点                                                                |
| 兵庫県道570号有馬富士公園線                                                                                                | 兵庫県     | 三田市     | 三田市     | 福島                          | 新三田駅前交差点                                                            |
| 兵庫県道15号神戸三田線 重複区間起点 兵庫県道37号三田後川上線 兵庫県道38号三木三田線 重複区間起点                           | 兵庫県     | 三田市     | 三田市     | 三輪4丁目                     | 三輪交差点                                                                  |
| 兵庫県道17号西脇三田線 兵庫県道20号加古川三田線 重複 兵庫県道73号山田三田線 重複                                           | 兵庫県     | 三田市     | 三田市     | 八景町                        | 八景中学校前交差点                                                          |
| 兵庫県道357号定塚四軒茶屋線                                                                                                | 兵庫県     | 神戸市     | 北区       | 長尾町宅原（えいばら）        | 宅原交差点                                                                  |
| 兵庫県道327号切畑道場線 | 兵庫県     | 神戸市     | 北区       | 道場町道場                    | 道場東交差点                                                                |
| 兵庫県道15号神戸三田線 重複区間終点 兵庫県道38号三木三田線 重複区間終点                                                    | 兵庫県     | 神戸市     | 北区       | 道場町塩田                    | 日下部交差点                                                                |
| 兵庫県道82号大沢西宮線 重複区間起点                                                                                        | 兵庫県     | 西宮市     | 西宮市     | 山口町下山口3丁目             | 天上橋交差点                                                                |
| 兵庫県道82号大沢西宮線 重複区間終点                                                                                        | 兵庫県     | 西宮市     | 西宮市     | 山口町下山口3丁目             | 新明治橋交差点                                                              |
| 阪神高速7号北神戸線 | 兵庫県     | 西宮市     | 西宮市     | 山口町下山口                  | 西宮山口東ランプ交差点 7-15 西宮山口東出入口                                |
| 兵庫県道51号宝塚唐櫃線 重複区間起点                                                                                        | 兵庫県     | 西宮市     | 西宮市     | 塩瀬町生瀬（なまぜ）          | 大多田橋交差点                                                              |
| 兵庫県道33号塩瀬宝塚線 兵庫県道337号生瀬門戸荘線                                                                           | 兵庫県     | 西宮市     | 西宮市     | 生瀬東町                      | 生瀬橋東詰交差点                                                            |
| 国道176号 / バイパス 兵庫県道16号明石神戸宝塚線 兵庫県道51号宝塚唐櫃線 重複区間終点                                        | 兵庫県     | 宝塚市     | 宝塚市     | 栄町1丁目                     | 宝塚歌劇場前交差点                                                          |
| 兵庫県道142号米谷昆陽尼崎線                                                                                                | 兵庫県     | 宝塚市     | 宝塚市     | 清荒神（きよしこうじん）2丁目 |                                                                             |
| 兵庫県道131号中山寺停車場中山寺線 重複区間起点                                                                             | 兵庫県     | 宝塚市     | 宝塚市     | 中筋4丁目                     |                                                                             |
| 兵庫県道131号中山寺停車場中山寺線 重複区間終点                                                                             | 兵庫県     | 宝塚市     | 宝塚市     | 中筋4丁目                     | 中筋4丁目交差点                                                             |
| 兵庫県道335号中野中筋線 | 兵庫県     | 宝塚市     | 宝塚市     | 中筋2丁目                     | 中筋2丁目交差点                                                             |
| 兵庫県道332号山本伊丹線 | 兵庫県     | 宝塚市     | 宝塚市     | 山本東3丁目                   | 山本東3丁目交差点                                                           |
| 兵庫県道187号雲雀丘停車場線                                                                                                | 兵庫県     | 川西市     | 川西市     | 寺畑2丁目                     | 雲雀丘学園下交差点                                                          |
| 兵庫県道186号花屋敷停車場線                                                                                                | 兵庫県     | 川西市     | 川西市     | 寺畑1丁目                     | 寺畑1丁目交差点                                                             |
| 兵庫県道12号川西篠山線 兵庫県道13号尼崎池田線 重複区間起点                                                                 | 兵庫県     | 川西市     | 川西市     | 小花（おばな）1丁目           | 小花1丁目交差点                                                             |
| 阪神高速11号池田線 | 兵庫県     | 川西市     | 川西市     | 小戸2丁目                     | 呉服橋西詰交差点 11-13 川西小花出入口                                       |
| 国道173号 国道423号 重複区間起点 国道477号 重複区間起点 兵庫県道13号尼崎池田線 重複区間終点                                | 大阪府     | 池田市     | 池田市     | 西本町                        | 西本町交差点                                                                |
| 大阪府道9号箕面池田線 | 大阪府     | 池田市     | 池田市     | 菅原町                        | 池田駅東口交差点                                                            |
| 兵庫県道・大阪府道113号伊丹池田線                                                                                          | 大阪府     | 池田市     | 池田市     | 城南3丁目                     | 城南3丁目交差点                                                             |
| 国道171号 国道176号 / バイパス                                                                                             | 大阪府     | 池田市     | 池田市     | 井口堂1丁目                   | 井口堂交差点                                                                |
| 国道423号 重複区間終点 国道477号 重複区間終点 大阪府道10号・兵庫県道100号大阪池田線                                        | 大阪府     | 池田市     | 池田市     | 石橋2丁目                     | 石橋阪大下交差点                                                            |
| 大阪府道2号大阪中央環状線                                                                                                  | 大阪府     | 豊中市     | 豊中市     | 清風荘1丁目 螢池東町4丁目     | 蛍池東4丁目北交差点 蛍池東4丁目南交差点                                     |
| 大阪府道11号大阪国際空港線                                                                                                 | 大阪府     | 豊中市     | 豊中市     | 螢池東町3丁目                 | 空港入口交差点                                                              |
| 大阪府道・京都府道43号豊中亀岡線                                                                                           | 大阪府     | 豊中市     | 豊中市     | 本町1丁目                     | 豊中本町南交差点                                                            |
| 大阪府道2号大阪中央環状線 / 旧道 兵庫県道・大阪府道99号伊丹豊中線                                                          | 大阪府     | 豊中市     | 豊中市     | 中桜塚3丁目                   | 桜塚交差点                                                                  |
| 大阪府道145号豊中吹田線 重複区間起点                                                                                       | 大阪府     | 豊中市     | 豊中市     | 服部本町1丁目                 | 服部天神駅前交差点                                                          |
| 大阪府道145号豊中吹田線 重複区間終点                                                                                       | 大阪府     | 豊中市     | 豊中市     | 服部本町1丁目                 | 服部本町交差点                                                              |
| 国道479号 兵庫県道・大阪府道606号西宮豊中線                                                                                | 大阪府     | 豊中市     | 豊中市     | 稲津町2丁目                   | 稲津町交差点                                                                |
| 大阪府道152号庄本牛立線 | 大阪府     | 豊中市     | 豊中市     | 庄内西町5丁目                 | 日出町交差点                                                                |
| 大阪府道803号旭西淀川自転車道線 / なにわ自転車道                                                                           | 大阪府     | 大阪市     | 淀川区     | 新高3丁目                     |                                                                             |
| 国道176号 / 十三バイパス                                                                                                   | 大阪府     | 大阪市     | 淀川区     | 野中南2丁目                   | 区民センター前交差点                                                        |
| 大阪府道・兵庫県道41号大阪伊丹線 重複区間起点                                                                              | 大阪府     | 大阪市     | 淀川区     | 十三本町1丁目                 | 十三交差点                                                                  |
| 大阪府道16号大阪高槻線 大阪市道福町浜町線 重複                                                                             | 大阪府     | 大阪市     | 淀川区     | 十三本町1丁目                 | 新北野交差点                                                                |
| 大阪府道・兵庫県道41号大阪伊丹線 重複区間終点                                                                              | 大阪府     | 大阪市     | 北区       | 中津7丁目                     | 中津浜交差点                                                                |
| 国道176号 / 十三バイパス                                                                                                   | 大阪府     | 大阪市     | 北区       | 中津5丁目                     | 中津交差点                                                                  |
| 国道1号 国道2号 国道25号 国道26号 重複 国道163号 重複 国道165号 重複                                                       | 大阪府     | 大阪市     | 北区       | 梅田1丁目                     | 梅田新道交差点 / 終点                                                       |
| バイパス |            |            |            |                               |                                                                             |
| 国道176号 / 現道 兵庫県道16号明石神戸宝塚線 兵庫県道51号宝塚唐櫃線                                                         | 兵庫県     | 宝塚市     | 宝塚市     | 栄町1丁目                     | 宝塚歌劇場前交差点 / バイパス起点                                           |
| 兵庫県道42号尼崎宝塚線 | 兵庫県     | 宝塚市     | 宝塚市     | 小浜（こはま）3丁目           | 小浜交差点                                                                  |
| E2A 中国自動車道 | 兵庫県     | 宝塚市     | 宝塚市     | 安倉西1丁目                   | 3 宝塚IC                                                                    |
| 兵庫県道142号米谷昆陽尼崎線                                                                                                | 兵庫県     | 宝塚市     | 宝塚市     | 安倉中3丁目                   | 安倉中交差点                                                                |
| 兵庫県道335号中野中筋線 | 兵庫県     | 伊丹市     | 伊丹市     | 荒牧5丁目                     | 荒牧交差点                                                                  |
| 兵庫県道332号山本伊丹線 兵庫県道333号寺本川西線 重複                                                                       | 兵庫県     | 宝塚市     | 宝塚市     | 山本野里2丁目                 | 山本変電所南交差点                                                          |
| 兵庫県道332号山本伊丹線 兵庫県道333号寺本川西線 重複                                                                       | 兵庫県     | 宝塚市     | 宝塚市     | 山本丸橋4丁目                 | 山本丸橋交差点                                                              |
| 兵庫県道13号尼崎池田線 | 兵庫県     | 川西市     | 川西市     | 久代1丁目                     | 久代1丁目交差点                                                             |
| 兵庫県道・大阪府道113号伊丹池田線 重複区間起点                                                                             | 大阪府     | 池田市     | 池田市     | 神田（こうだ）2丁目           | 神田橋交差点 神田橋北交差点                                                 |
| 阪神高速11号池田線 | 大阪府     | 池田市     | 池田市     | 神田2丁目                     | 11-12 神田出入口                                                            |
| 兵庫県道・大阪府道113号伊丹池田線 重複区間終点                                                                             | 大阪府     | 池田市     | 池田市     | 神田2丁目                     | 神田2丁目北交差点                                                           |
| 国道171号 重複区間起点 国道176号 / バイパス別線                                                                            | 大阪府     | 池田市     | 池田市     | 豊島北1丁目                   | 豊島北1丁目交差点 豊島北1丁目北交差点                                       |
| 兵庫県道・大阪府道113号伊丹池田線                                                                                          | 大阪府     | 池田市     | 池田市     | 八王寺2丁目                   | 夫婦池交差点                                                                |
| 国道171号 重複区間終点 国道176号 / 現道 国道423号 重複 国道477号 重複                                                      | 大阪府     | 池田市     | 池田市     | 井口堂1丁目                   | 井口堂交差点 / バイパス終点                                                 |
| バイパス別線 |            |            |            |                               |                                                                             |
| 国道171号 国道176号 / バイパス                                                                                             | 大阪府     | 池田市     | 池田市     | 豊島北1丁目                   | 豊島北1丁目交差点 / バイパス別線起点 豊島北1丁目北交差点 / バイパス別線起点 |
| E2A 中国自動車道 | 大阪府     | 池田市     | 池田市     | 豊島北1丁目                   | 2 中国池田IC                                                                |
| 大阪府道10号・兵庫県道100号大阪池田線                                                                                      | 大阪府     | 池田市     | 池田市     | 豊島南1丁目                   | 豊島南1丁目交差点 / バイパス別線終点                                        |
| 十三バイパス |            |            |            |                               |                                                                             |
| 国道176号 / 現道 | 大阪府     | 大阪市     | 淀川区     | 野中南2丁目                   | 区民センター前交差点 / 十三バイパス起点                                     |
| 大阪府道・兵庫県道41号大阪伊丹線 大阪府道・兵庫県道41号大阪伊丹線 / 十三バイパス 重複区間起点                              | 大阪府     | 大阪市     | 淀川区     | 十三元今里2丁目               | 淀川郵便局前交差点                                                          |
| 大阪府道16号大阪高槻線 大阪市道福町浜町線 重複                                                                             | 大阪府     | 大阪市     | 淀川区     | 新北野1丁目                   | 北野高校前交差点                                                            |
| 大阪府道・兵庫県道41号大阪伊丹線 大阪府道・兵庫県道41号大阪伊丹線 / 十三バイパス 重複区間終点                              | 大阪府     | 大阪市     | 北区       | 大淀中1丁目                   | 大淀中1交差点 / 十三バイパス終点                                            |

### 沿線
- 与謝野町古墳公園、蛭子山古墳（京都府与謝郡与謝野町字明石）
- 与謝峠（京都府与謝郡与謝野町字与謝）
- 丹波警察署（兵庫県丹波市柏原町柏原）
- JR西日本福知山線
  - 柏原駅 - 篠山口駅 - 藍本駅 - 新三田駅 - 西宮名塩駅 - 宝塚駅 - 川西池田駅
- 草野稲荷神社（丹波篠山市草野）
- 三田西病院（三田市東本庄）
- 有馬病院（西宮市山口町下山口）
- 阪急宝塚線
  - 宝塚駅 - 売布神社駅 - 石橋阪大前駅 - 蛍池駅 - 豊中駅 - 十三駅
- 東洋食品工業短期大学（兵庫県川西市南花屋敷四丁目）
- 豊中市役所（大阪府豊中市中桜塚三丁目）
- 阪急京都線・阪急神戸線
  - 十三駅 - 中津駅 - 大阪梅田駅
- 大阪市高速電気軌道梅田駅（大阪市北区角田町）
- JR西日本大阪駅（大阪市北区梅田三丁目）
- 阪神電鉄大阪梅田駅（大阪市北区梅田三丁目）
- 大阪市高速電気軌道東梅田駅（大阪市北区曾根崎ニ丁目）

## ギャラリー

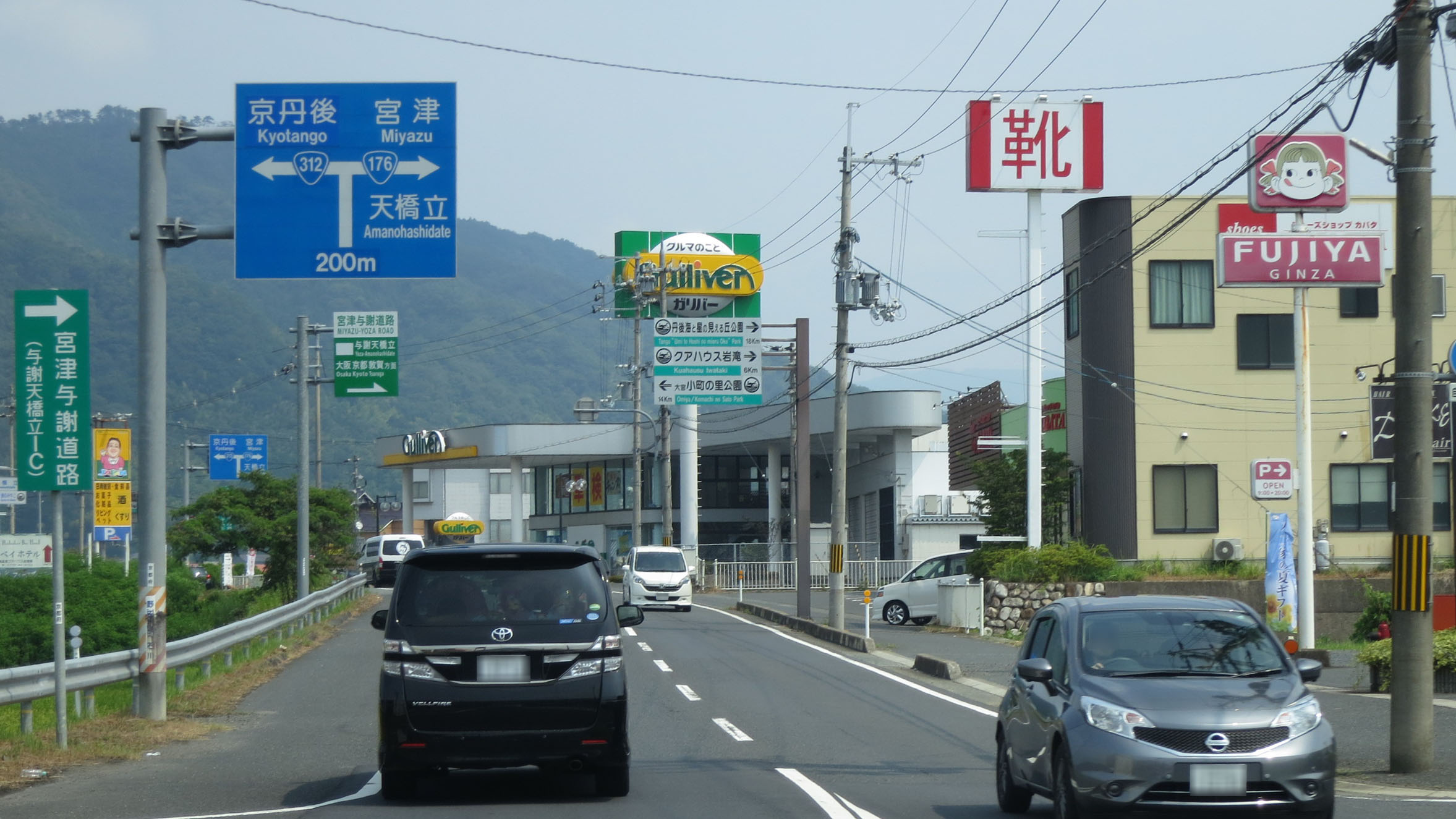
国道312号との分岐 京都府与謝郡与謝野町
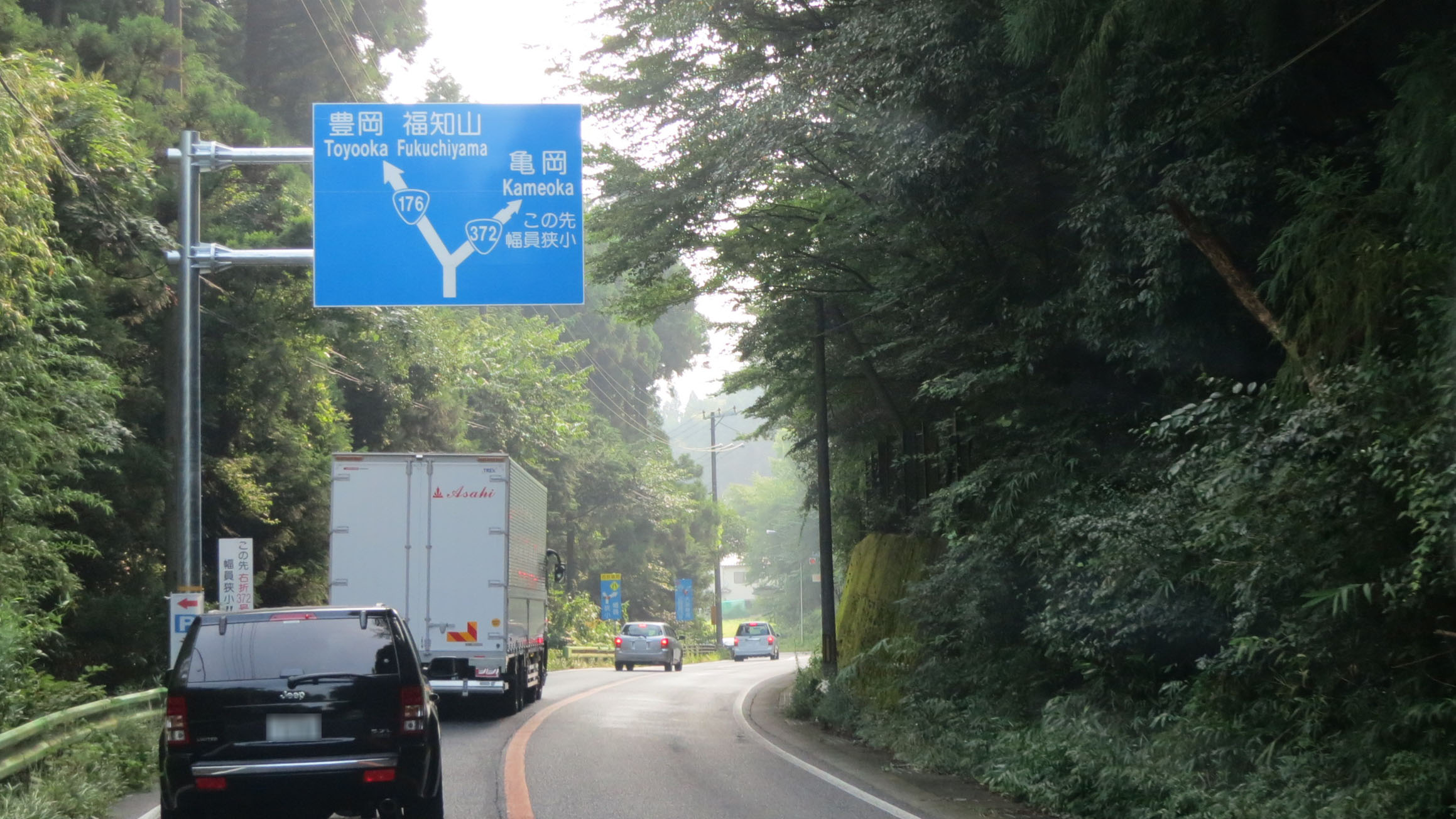
国道372号との分岐 兵庫県篠山市波賀野新田
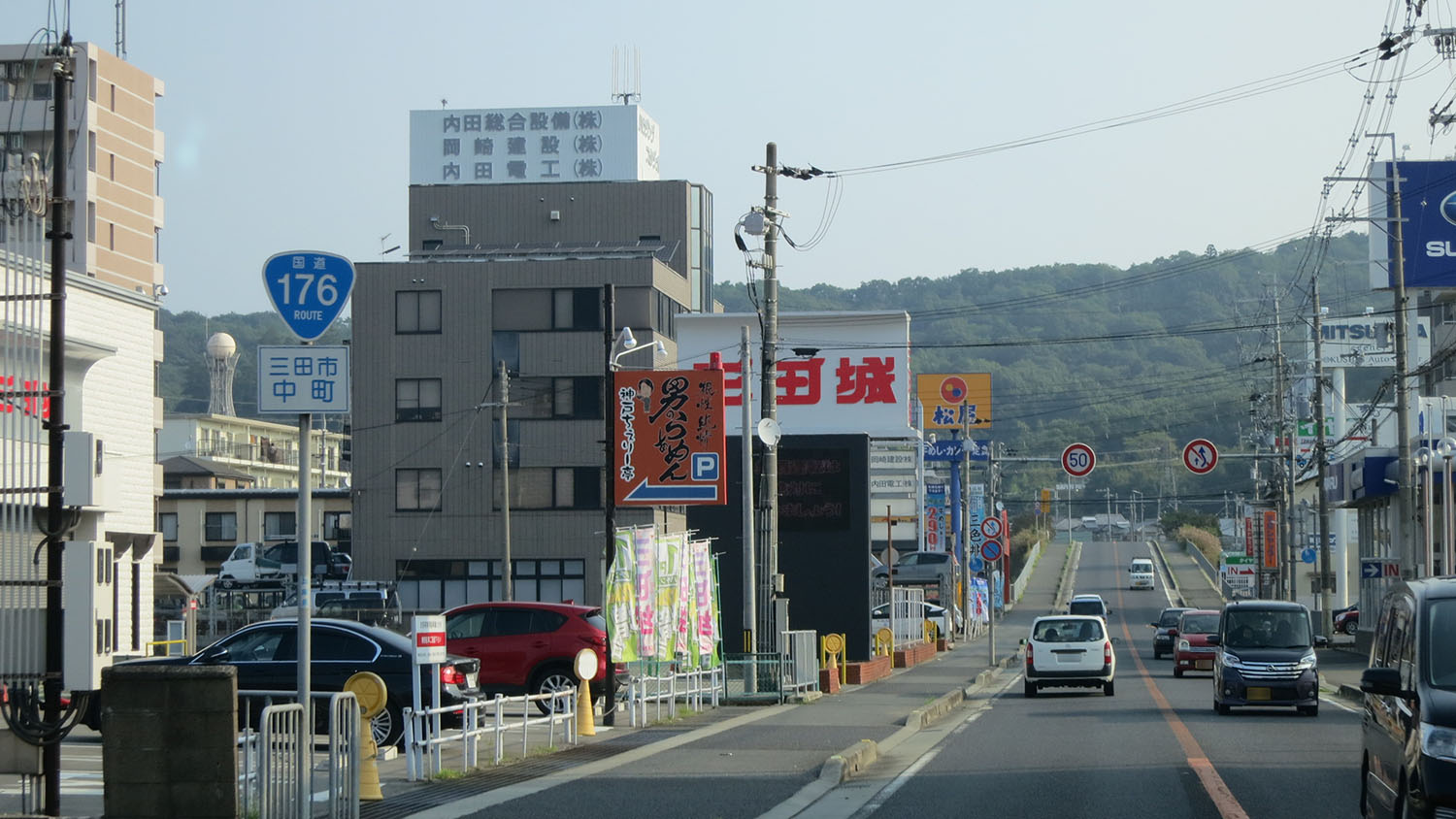
兵庫県三田市中町
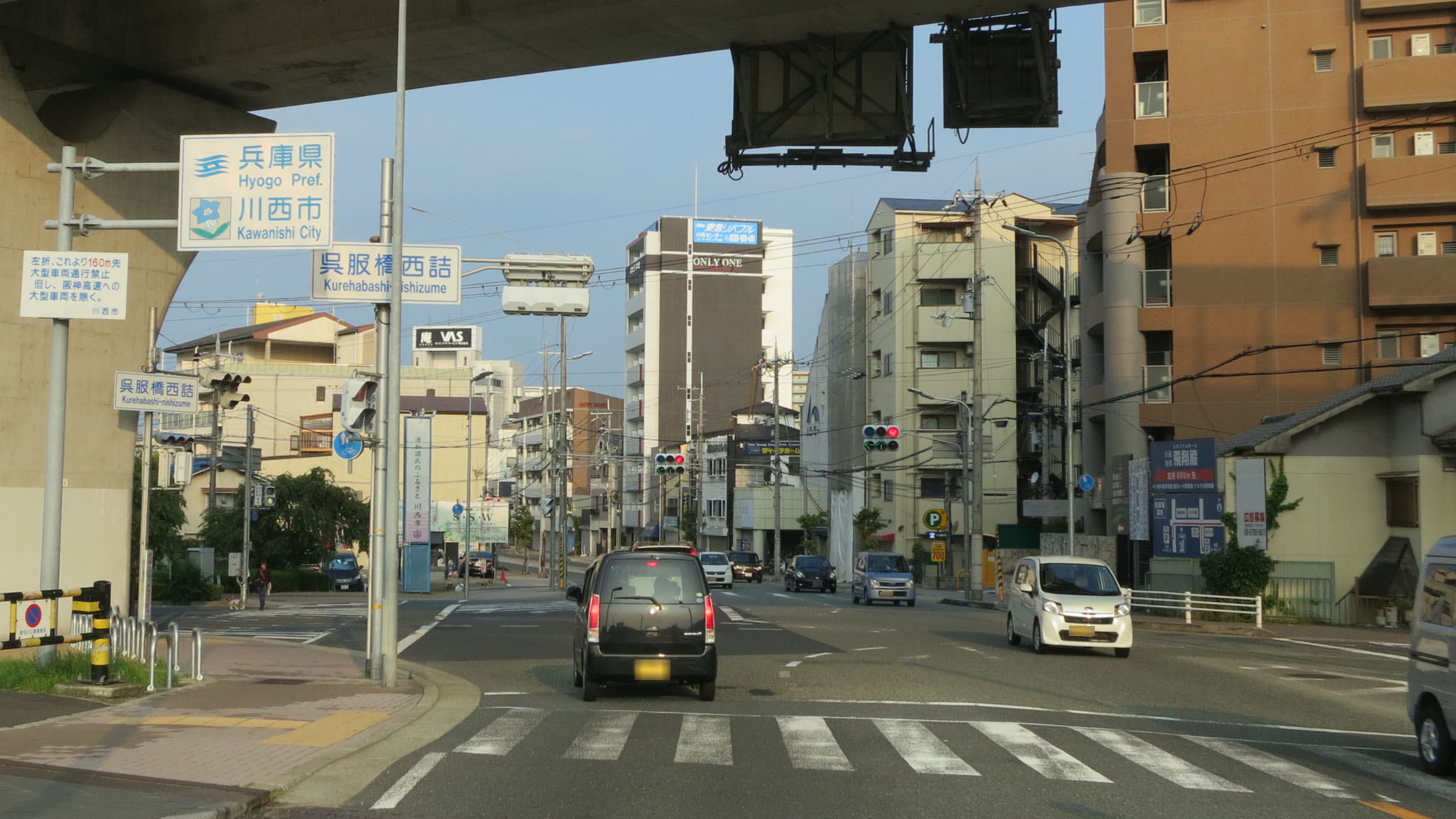
兵庫県境 兵庫県川西市小花
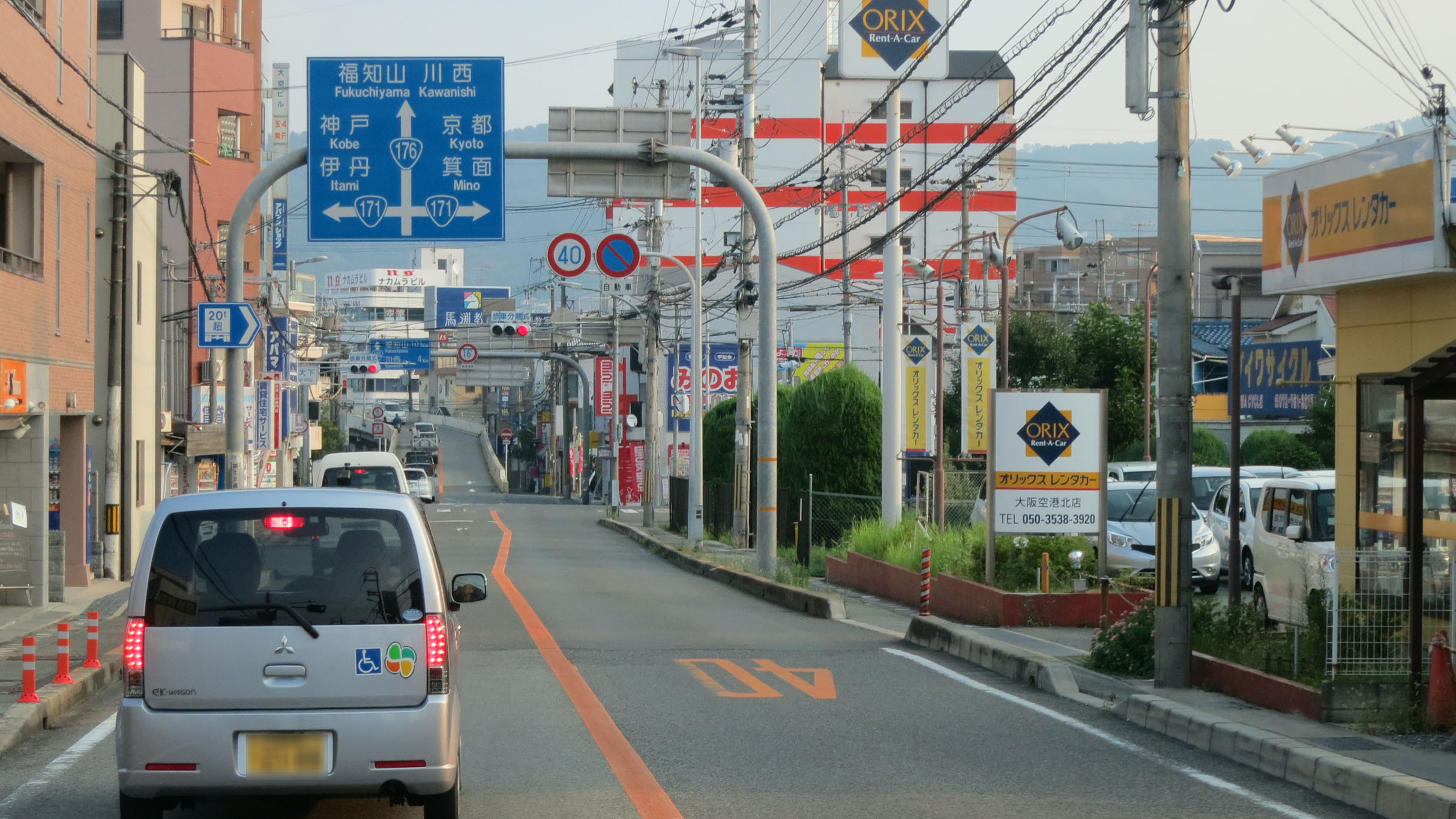
国道171号との交差 大阪府池田市石橋
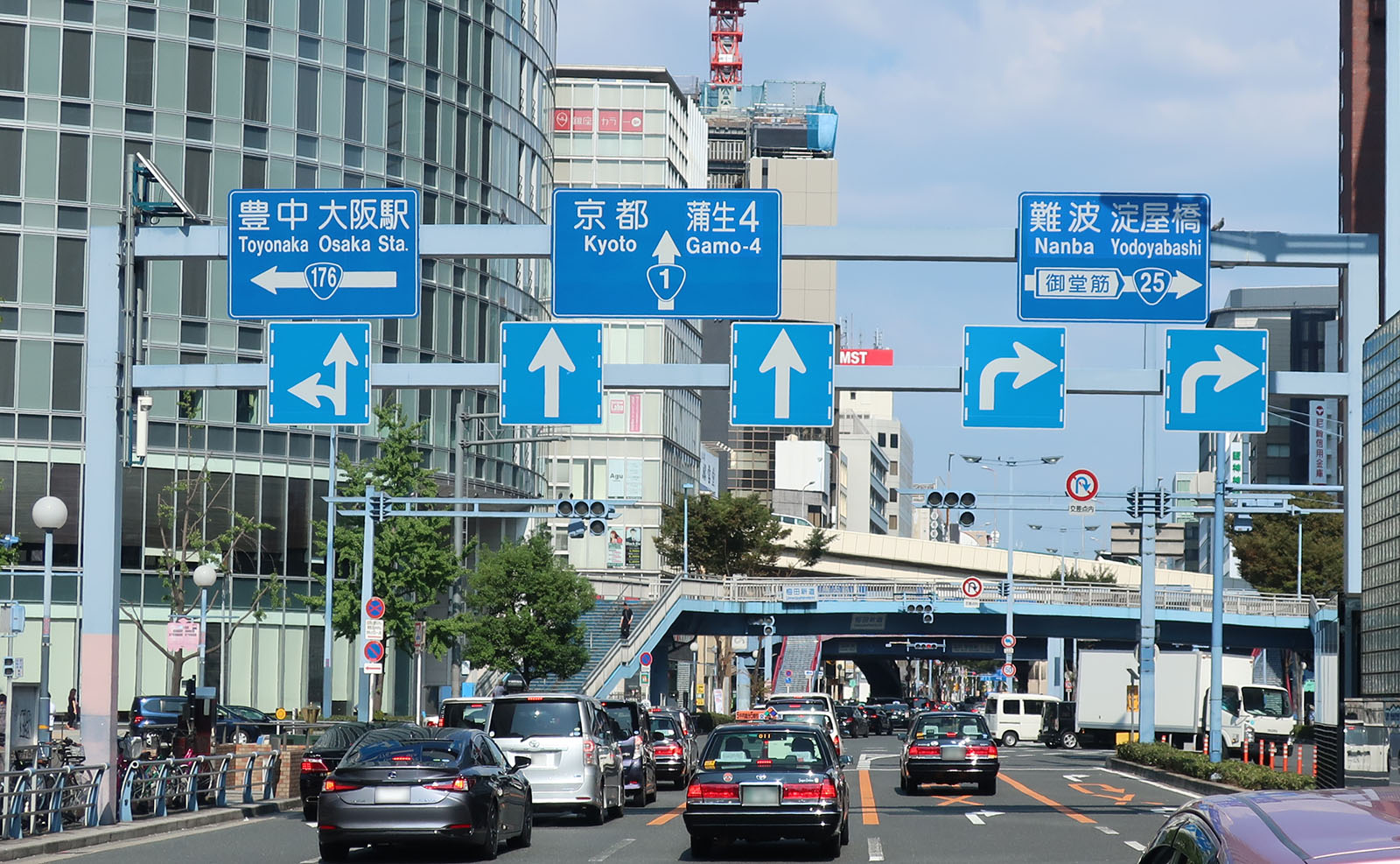
終点の梅田新道交差点 大阪府大阪市北区